# Saint-Estèphe (Gironda)
Saint-Estèphe es una comuna francesa, situada en el departamento de la Gironda, en la región de Aquitania en el suroeste de Francia. 

## Geografía
Municipio del Médoc que produce vinos con denominación de origen propia: AOC Saint-Estèphe.

## Demografía
| 2 120 | 2 171 | 2 317 | 2 118 | 1 918 | 1 799 |
| Para los censos de 1962 a 1999 la población legal corresponde a la población sin duplicidades (Fuente: INSEE [Consultar]) |       |       |       |       |       |

## Lugares y monumentos
- Château Haut-Marbuzet
- Château Les Ormes de Pez
- Château Phélan Ségur
- Château de Pez
- Château Cos d'Estournel
- Château Montrose
- Château Calon-Ségur
- Château Cos Labory
- Château Lafon-Rochet